# Boezem (Rotterdam)
Le Boezem est un canal localisé dans la commune néerlandaise de Rotterdam, dans la province de Hollande-Méridionale. Ce canal forme la connexion entre les cours de la Rotte et de la Nouvelle Meuse.

## Situation géographique
| - OpenStreetMap Le parcours du canal Boezem au sein de la commune de Rotterdam. |

Le canal du Boezem est situé dans la partie centre est de Rotterdam, dans l'arrondissement Kralingen-Crooswijk. Cette voie d'eau artificielle prend naissance en rive gauche de la Rotte pour se jeter dans la Nouvelle Meuse via l'écluse d'Oostplein.

## Histoire

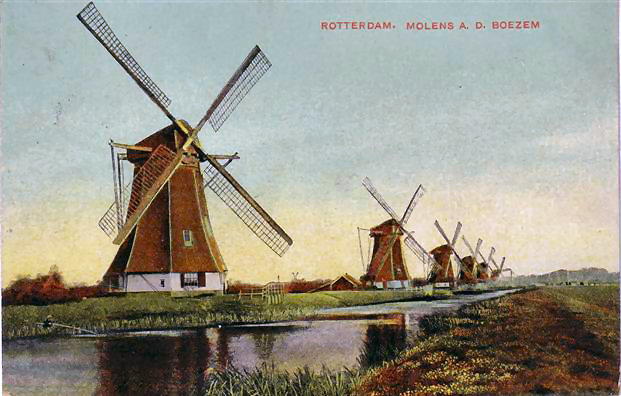
Moulins aménagés sur le Boezem, à Rotterdam

En raison des terrains drainés au nord de Rotterdam, le canal du Boezem a été creusé pour décharger le nombre croissant de polders de la Rotte. Le parcours de la Rotte, à l'intérieur de la zone urbaine de Rotterdam, est étroit et sinueux, de sorte qu'il engendrait de fréquentes inondations.
Le 14 janvier 1769, un brevet a été accordé par les États de Hollande et de Frise-Occidentale pour creuser un canal de drainage dans le polder Rubroek, jusqu'à l’extrémité de la Rotte, qui a reçu le nom commun Boezem.
L'excès d'eau pouvait être évacué via une écluse de secours située au niveau de l'Oostpoort (la porte de l'est) sur la Nouvelle Meuse. L'appel d'offres de la Hoge-en Lageboezem (les canaux), le Boezemsluis (l'écluse) et des moulins à eau a été réalisée le 25 avril 1772,. Ce n'est qu'à partir de 1854 qu'un réservoir d'eau a été creusé.
Au niveau du quartier de Crooswijk, le canal se subdivise en deux branches : l'une, à faible niveau d'eau, qui s'achemine jusqu'à la Rotte et la seconde, de niveau plus élevé, qui vient se jeter dans la Meuse. Entre l'embranchement inférieur du Boezem et son bras supérieur, huit moulins ont été construits afin de pomper l'eau issue de la Rotte et l'évacuer vers la Nouvelle Meuse. En 1854, un réservoir, associé au Boezem, a été construit pour servir de bassin de déchargement des eaux lors de précipitations abondantes.
En 1897, une station de pompage disposant de moteurs à vapeur a été aménagée au barrage de l'Amirauté de Rotterdam. L'utilisation de ce dispositif a été décidée en 1899. Lorsque de cette station de pompage a été mise en service, les huit anciens moulins édifiés entre la haute et la basse Boezem ainsi que la totalité du réservoir de stockage ont été mis en veille. Le quartier de Nieuw-Crooswijk a été édifié à la place du bassin de stockage du Boezem .

## Galerie

Vues du canal Boezem
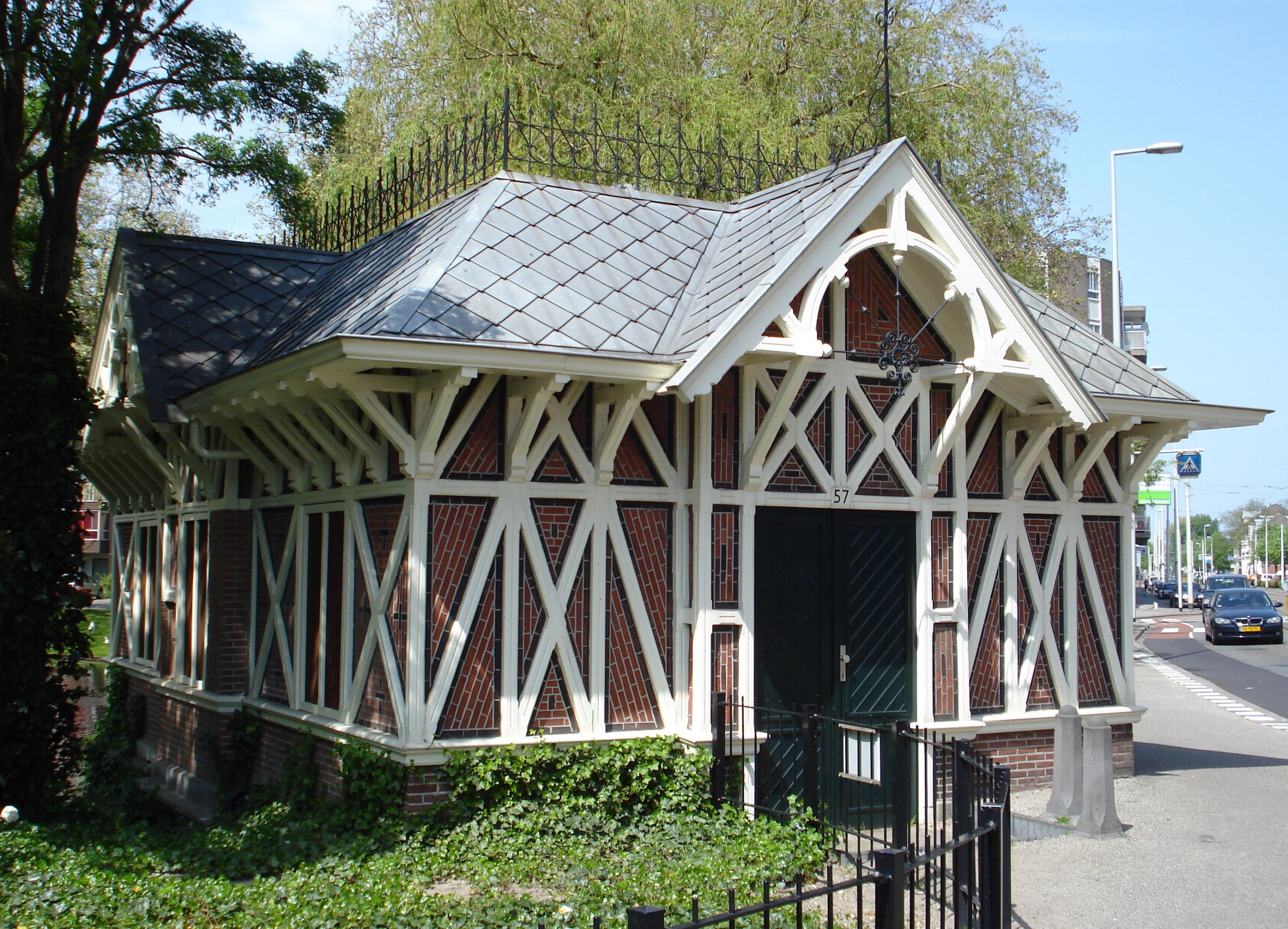
Station de pompage du Boezem.
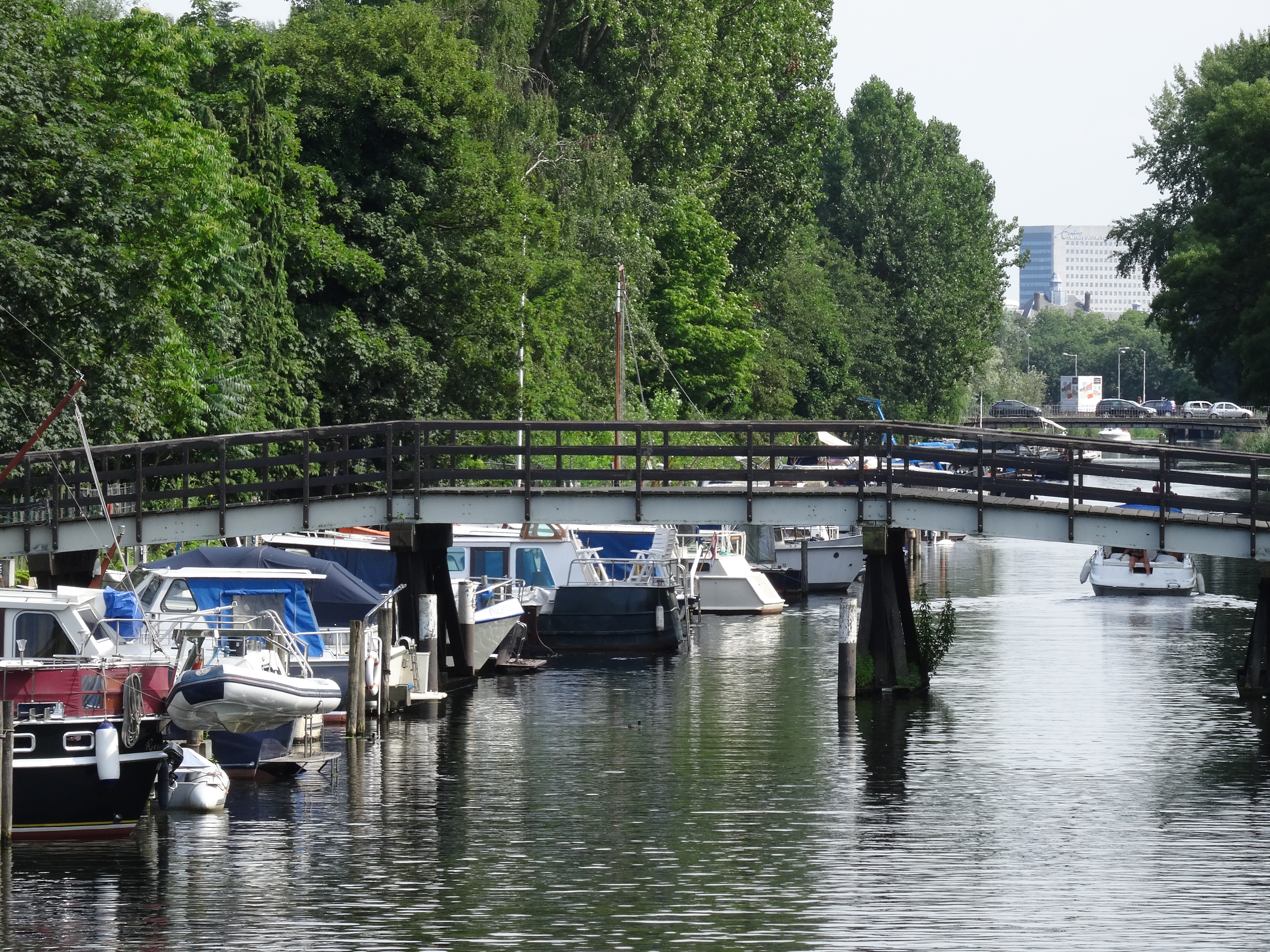
Le Barakkenbrug (pont sur le Boezem).
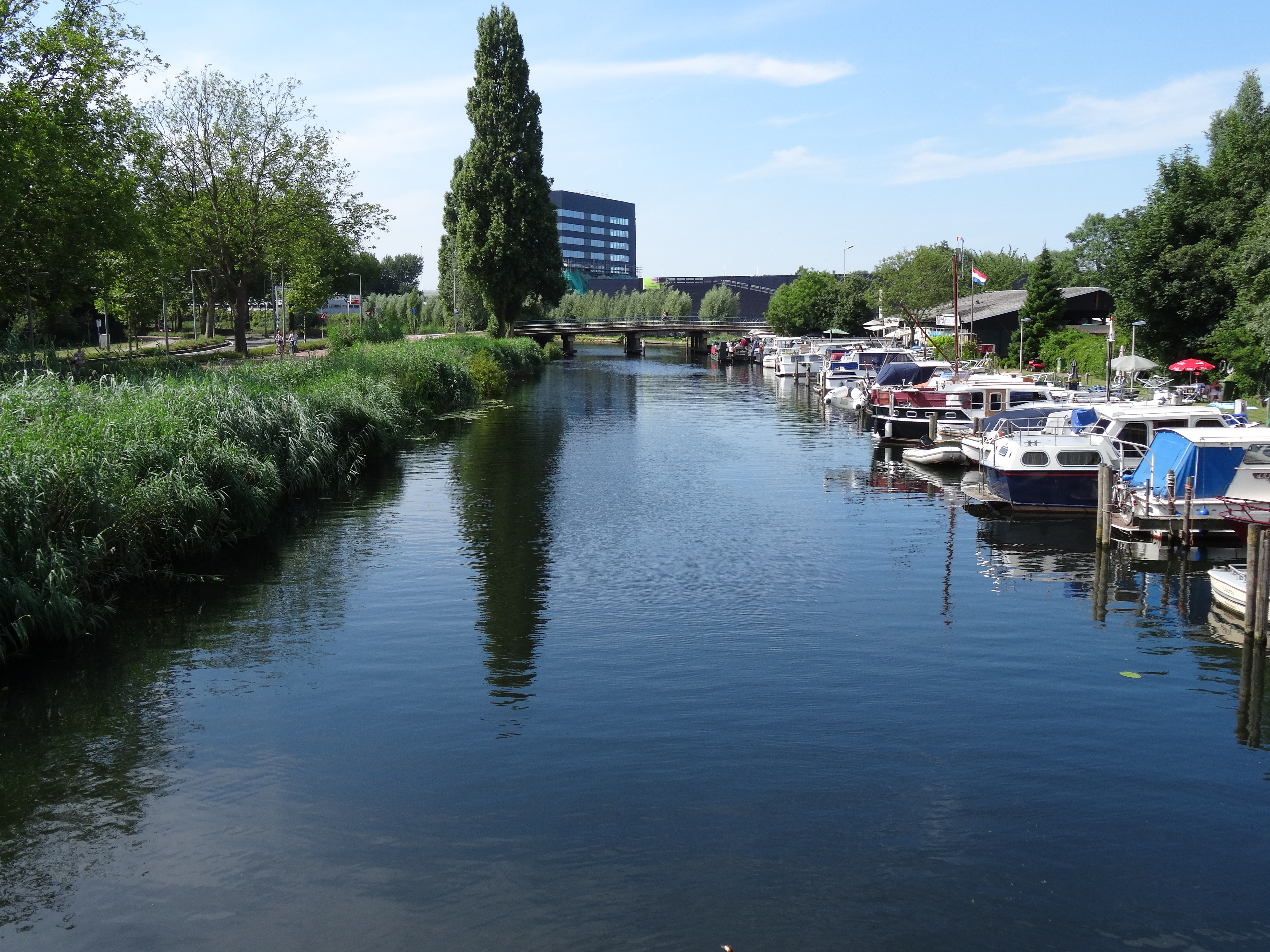
Le cours du Boezem.
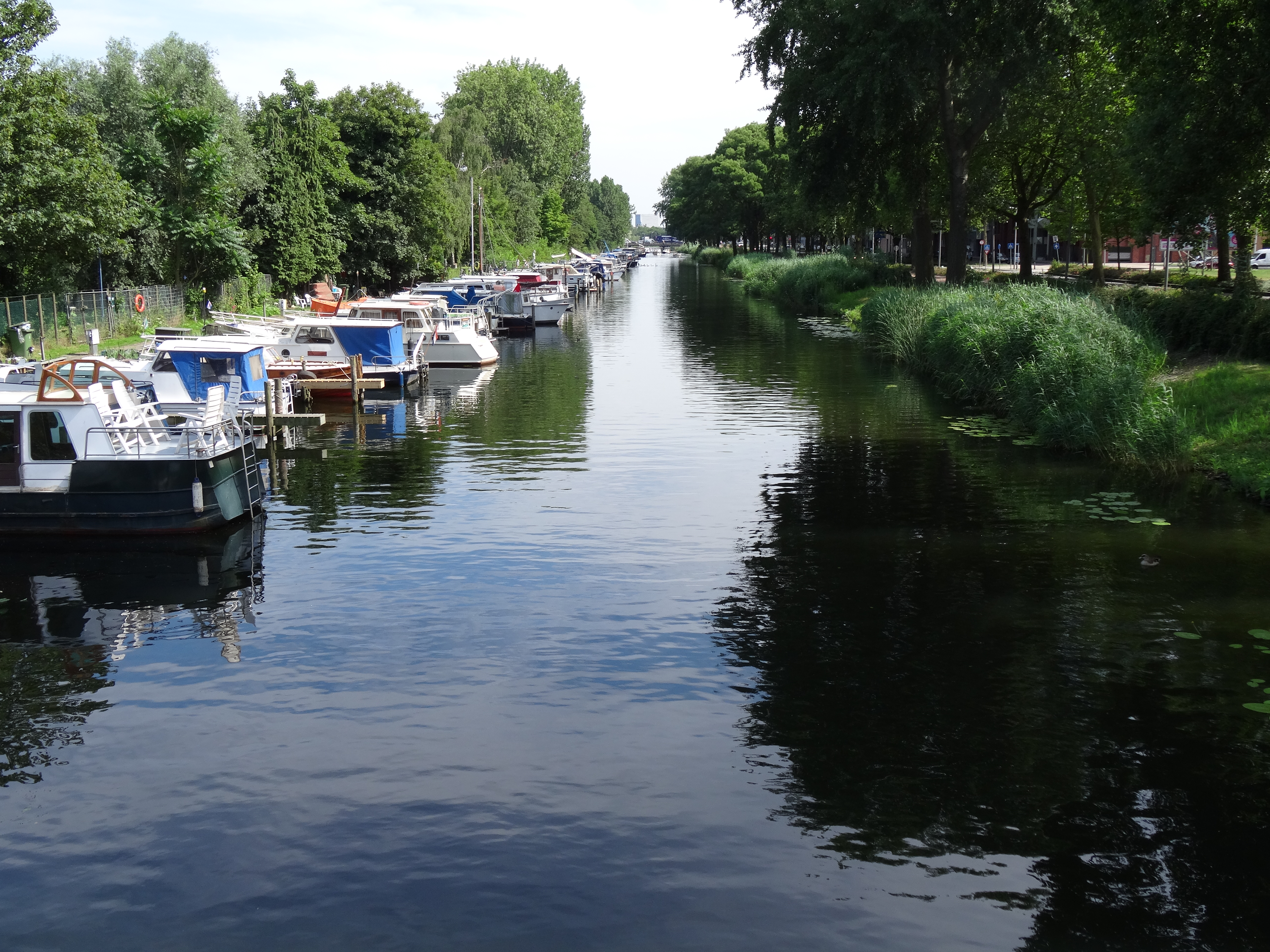
Id.
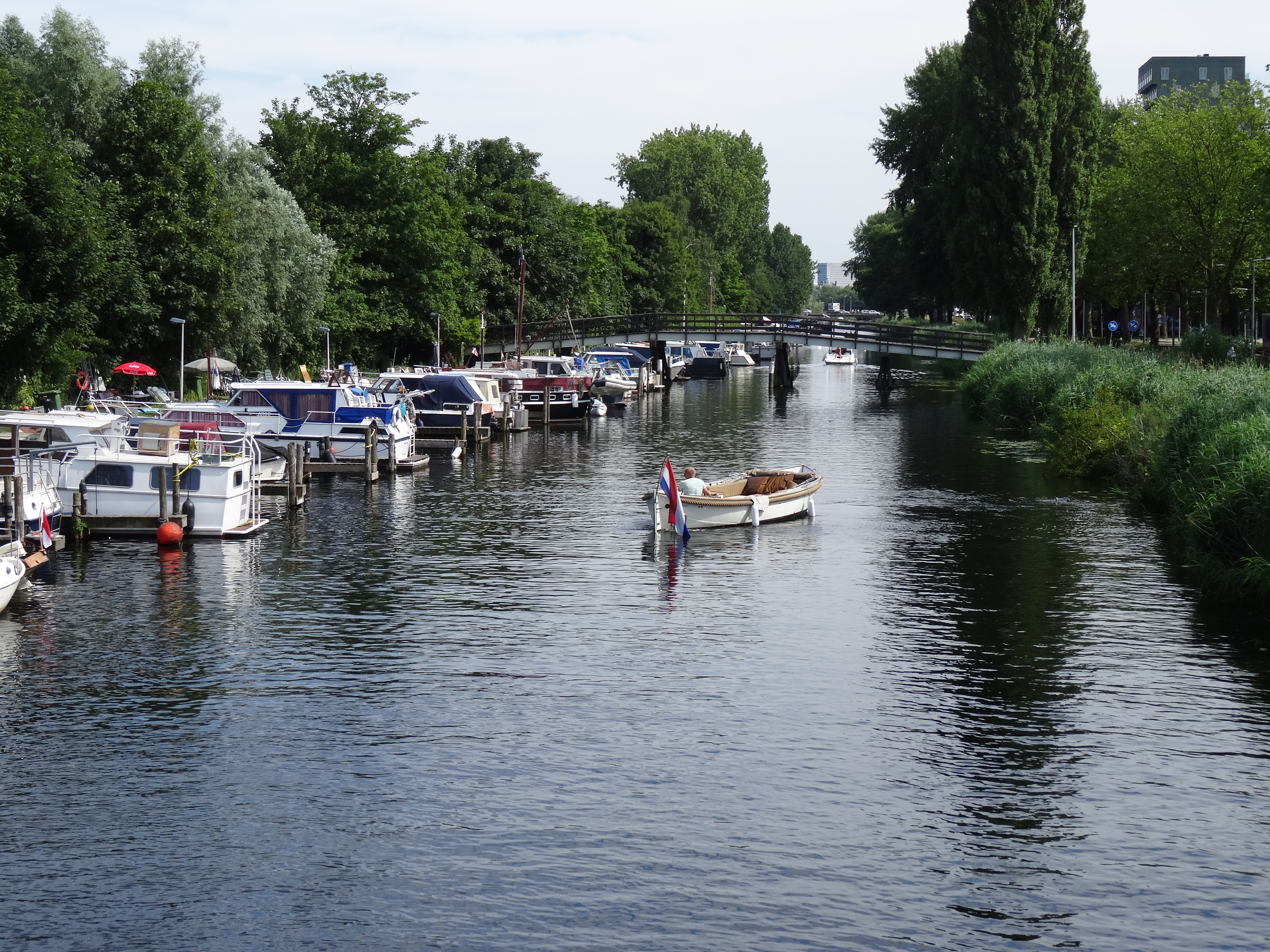
Le Boezem enjambé par le pont de Crooswijksebrug.